# Chiara Consolini
Chiara Consolini (født 20. maj 1988 i Peschiera del Garda) er en italiensk basketballspiller som deltog i de olympiske lege 2020.